# Tempio Evangelico (Fara Novarese)
Il Tempio Evangelico si trovava all'incrocio tra via Garibaldi e via Gallarini a Fara Novarese. Di esso è attualmente visibile la facciata.

## Storia
Nel 1848 con lo Statuto Albertino venne concessa libertà di associazione nel Regno. In questo periodo cominciò la diffusione della chiesa evangelica in questo territorio. La comunità protestante di Fara nacque e crebbe intorno a Bartolomeo Borgia, commerciante locale che attraverso i viaggi venne a contatto con le esperienze protestanti delle città limitrofe. La comunità, osteggiata non poco dalla popolazione locale, cominciò a radunarsi nella casa di Borgia, fino a sentire l'esigenza di creare una sala di culto adatta ad accogliere la crescente domanda di posto.
Nel 1883 si cominciò la costruzione del Tempio evangelico, che vide la sua inaugurazione solo due anni dopo. La costruzione fu possibile solo con l'apporto finanziario delle comunità della chiese evangeliche di Roma, Firenze, Milano, Venezia e Bassignana, ma soprattutto con l'apporto del reverendo John Mac Dougall della Chiesa Libera di Firenze.
Alla piccola comunità evangelica venne anche riservato un piccolo cimitero, annesso al cimitero cattolico di Fara Novarese, ma con ingresso a sé stante. Si trattava di un piccolo recinto situato dietro l'abside della chiesa di San Pietro. Attualmente il "Cimitero degli Acattolici" non esiste più, è stato sostituito da tre cappelle moderne.
Il pastore evangelico Scivales fu l'ultimo a risiedere a Fara, che lasciò nel 1935: la comunità evangelica del paese era divenuta così esigua da non poter permettersi più la presenza di un pastore stabile. Da allora, il pastore veniva all'occorrenza da Novara.
Nel 1965 il Tempio evangelico venne venduto a privati, che lo trasformarono in officina. Nel 1988 venne rivenduto in attesa di una sua demolizione, che avvenne quattro anni dopo.
Attualmente del Tempio è rimasta solo la facciata, inglobata in edifici moderni.

## Arte

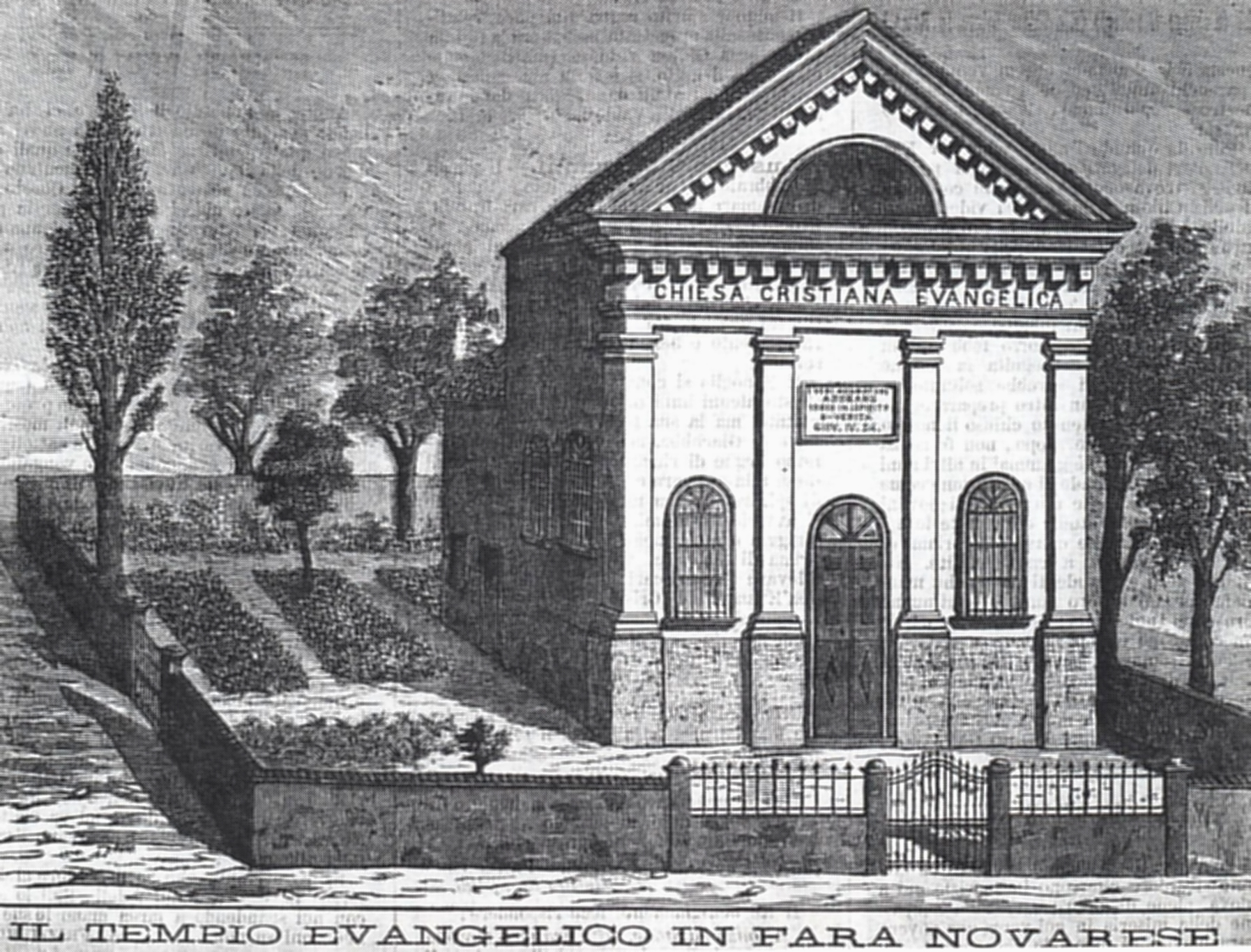
La facciata del tempio in una stampa di un articolo del Piccolo Messaggiere del 16 aprile 1885.

Il Tempio presenta una facciata neoclassica delimitata da quattro lesene e sormontata da un timpano. Nella facciata si apriva un portone e due finestre culminanti in archi a tutto sesto, oggi queste aperture sono murate. Anche nel frontone si apriva una lunetta. Sull'architrave vi era la scritta CHIESA CRISTIANA EVANGELICA, mentre l'attuale riquadro al di sopra dell'ingresso era lo specchio scrittorio per un'iscrizione.
L'aula era mononave, con presbiterio piatto e scandita da quattro monofore sulle pareti laterali intervallate da lesene. Il soffitto doveva essere una volta a padiglione. Purtroppo, la mancanza di descrizioni e di fonti iconografiche dell'interno rendono difficile definirne l'arredamento e le decorazioni.
Nella facciata interna erano murate due lapidi che ricordavano l'inaugurazione del Tempio.
Dietro la zona presbiteriale era la casa del pastore, a due piani, comprendente una sala adibita ad aula scolastica e dotata di servizi igienici.